# Bill Bailey
Bill Bailey, nato Mark Bailey (Bath, 13 gennaio 1965), è un attore, comico e musicista inglese.
Bill Bailey è noto per la sua partecipazione in Black Books, Quite Interesting, Have I Got News for You e Never Mind the Buzzcocks. Il giornale The Observer lo ha elencato tra i 50 comici inglesi più divertenti nel 2003. Nel 2007 e poi di nuovo nel 2010, è considerato il settimo miglior comico di Channel 4. Ha partecipato al musical del 1981 Cats.

## Biografia
Bill Bailey è nato a Bath e ha passato la maggior parte della sua giovinezza a Keynsham, tra Bath e Bristol. Suo padre era un medico e sua madre infermiera. Bill ha frequentato la King Edward's School, dove vinse vari premi scolastici. All'età di 15 anni si interessò alla recitazione e fece parte di un gruppo scolastico dedicato al teatro. A scuola studiava musica e in questa materia ebbe buoni voti. Faceva parte anche della squadra di cricket. Il suo insegnante di musica lo soprannominò Bill, per il fatto di saper cantare e suonare bene la canzone Won't You Come Home Bill Bailey. Ha frequentato la Westfield College of the University di Londra, ma dopo un anno ha abbandonato gli studi.
Ascoltava i Monty Python e suonava con un gruppo chiamato Famous Five, composto in realtà da quattro persone. Riceve il diploma in musica classica al London College of Music. Bailey nei suoi spettacoli racconta di esser stato non solo comico, ma anche organista, venditore porta a porta e piano bar.
Nel 1998 sposa Kristin, da cui ha un figlio chiamato Dax, chiamato così in onore di un vecchio amico d'infanzia. Vive attualmente ad Hammersmith, quartiere londinese.

## Filmografia

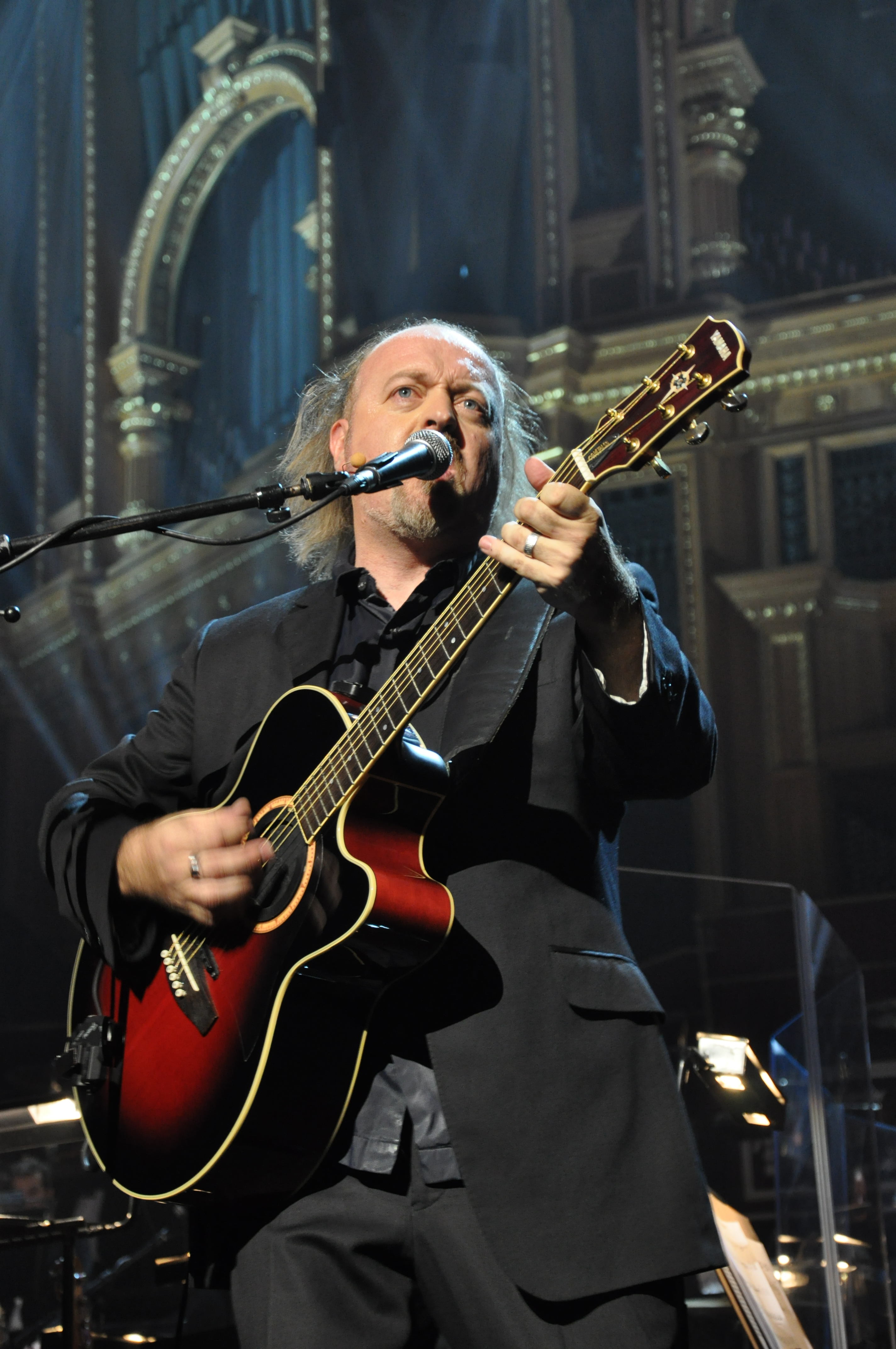
Bill Bailey alla Royal Albert Hall nel 2008

### Cinema
- L'erba di Grace (Saving Grace), regia di Nigel Cole (2000)
- Terkel in Trouble (Terkel i Knibe), regia di Kresten Vestbjerg Andersen, Thorbjørn Christoffersen e Stefan Fjeldmark (2004)
- Guida galattica per autostoppisti (The Hitchhiker's Guide to the Galaxy), regia di Garth Jennings (2005) – voce
- Hot Fuzz, regia di Edgar Wright (2007)
- Tata Matilda e il grande botto (Nanny McPhee and the Big Bang), regia di Susanna White (2010)
- Ladri di cadaveri - Burke & Hare (Burke & Hare), regia di John Landis (2010)
- Chalet Girl, regia di Phil Traill (2011)

### Televisione
- Blue Heaven – serie TV, episodio 1x01 (1994)
- Asylum – serie TV, episodio 1x03 (1996)
- Spaced – serie TV, episodi 1x01-1x05-2x02 (1999-2001)
- Black Books – serie TV, 18 episodi (2000-2004)
- Jonathan Creek – serie TV, episodi 3x07-4x03 (2001-2003)
- Wild West – serie TV, 8 episodi (2002-2004)
- 15 Storeys High – serie TV, episodio 2x03 (2004)
- Skins – serie TV, episodi 2x01-2x02 (2008)
- Love Soup – serie TV, episodio 2x08 (2008)
- Hustle - I signori della truffa (Hustle) – serie TV, episodi 5x01-5x04-8x02 (2009-2012)
- Little Crackers – serie TV, episodio 1x08 (2010)
- Doctor Who – serie TV, episodio 7x00 (2011)
- Threesome – serie TV, episodio 2x04 (2012)

## Doppiatori italiani
Nelle versioni in italiano dei suoi film, Bill Bailey è stato doppiato da:
- Roberto Pedicini in Ladri di cadaveri - Burke & Hare
- Bruno Conti in L'erba di Grace
- Eugenio Marinelli in Chalet Girl
- Saverio Indrio in The Grand Tour